# Джон Тріпп
Джон Тріпп (нім. John Tripp; нар. 4 травня 1977, Кінгстон) — німецький хокеїст, що грав на позиції крайнього нападника. Грав за збірну команду Німеччини.

## Ігрова кар'єра
Хокейну кар'єру розпочав 1994 року.
1995 року обраний на драфті НХЛ під 77-м загальним клубом «Колорадо Аваланч». Через два роки обраний під 42-м загальним клубом «Калгарі Флеймс». 
У сезоні 2002–03 Джон захищав кольори команди НХЛ «Нью-Йорк Рейнджерс», наступного сезону відіграв за «Лос-Анджелес Кінгс». Треба відзначити, що більшість частини своєї північно-американської ігрової кар'єри Тріпп провів у клубах нижчих ліг ХЛСУ, АХЛ та ІХЛ.
З сезону 2004–05 Джон виступає в Європі, де захищає кольори німецького «Адлер Мангейм». Згодом він за чотири роки відіграв за німецькі «ЕРК Інгольштадт», «Гамбург Фрізерс» та «Ганновер Скорпіонс».
9 жовтня 2010 Тріпп уклав контракт з «Кельнер Гайє». За «Кельнер Гайє» нападник відіграв п'ять сезонів.
8 вересня 2015 уклав однорічний контракт з клубом «Кріммічау» (ДХЛ2), де і заввершив кар'єру гравця.
Загалом провів 43 матчі в НХЛ.
Виступав за збірну Німеччини, на головних турнірах світового хокею провів 46 ігор в її складі.

## Тренерська кар'єра
27 грудня 2016 очолив команду «Кріммічау».
У травні 2017 року Тріпп прийняв пропозицію британського клубу «Брехед Клан» (БЕЛ). У березні 2018 року Джон покинув британську команду.
Влітку 2018 канадець повернувся до Кінгстона, де заснував власну хокейну академію.

## Інше
У 2016 та 2017 роках Джон працював коментатором на канадському спортивному каналі TSN.

## Статистика

### Клубні виступи
| Сезон        | Клуб                   | Ліга         | Регулярний сезон | Регулярний сезон | Регулярний сезон | Регулярний сезон | Регулярний сезон | Плей-оф | Плей-оф | Плей-оф | Плей-оф | Плей-оф |
| Сезон        | Клуб                   | Ліга         | І                | Г                | П                | О                | ШХ               | І       | Г       | П       | О       | ШХ      |
| ------------ | ---------------------- | ------------ | ---------------- | ---------------- | ---------------- | ---------------- | ---------------- | ------- | ------- | ------- | ------- | ------- |
| 1994–95      | «Ошава Дженералс»      | ОХЛ          | 58               | 6                | 11               | 17               | 53               | 7       | 0       | 1       | 1       | 4       |
| 1995–96      | «Ошава Дженералс»      | ОХЛ          | 56               | 13               | 14               | 27               | 95               | 5       | 1       | 1       | 2       | 13      |
| 1996–97      | «Ошава Дженералс»      | ОХЛ          | 59               | 28               | 20               | 48               | 126              | 18      | 16      | 10      | 26      | 42      |
| 1997–98      | «Роенок Експрес»       | ХЛСУ         | 9                | 0                | 2                | 2                | 22               | —       | —       | —       | —       | —       |
| 1997–98      | «Сент-Джон Флеймс»     | АХЛ          | 61               | 1                | 11               | 12               | 66               | 2       | 0       | 1       | 1       | 0       |
| 1998–99      | «Джонстаун Чифс»       | ХЛСУ         | 7                | 2                | 0                | 2                | 12               | —       | —       | —       | —       | —       |
| 1998–99      | «Сент-Джон Флеймс»     | АХЛ          | 2                | 0                | 0                | 0                | 10               | —       | —       | —       | —       | —       |
| 1999–00      | «Джонстаун Чифс»       | ХЛСУ         | 38               | 13               | 11               | 24               | 64               | —       | —       | —       | —       | —       |
| 1999–00      | «Сент-Джон Флеймс»     | АХЛ          | 29               | 8                | 7                | 15               | 38               | 3       | 0       | 0       | 0       | 2       |
| 2000–01      | «Пенсакола Айс Пілотс» | ХЛСУ         | 36               | 19               | 14               | 33               | 110              | —       | —       | —       | —       | —       |
| 2000–01      | «Х'юстон Аерос»        | ІХЛ          | 15               | 0                | 6                | 6                | 14               | —       | —       | —       | —       | —       |
| 2000–01      | «Мілвокі Едміралс»     | ІХЛ          | 12               | 0                | 1                | 1                | 31               | —       | —       | —       | —       | —       |
| 2000–01      | «Герші Берс»           | АХЛ          | 5                | 0                | 1                | 1                | 0                | —       | —       | —       | —       | —       |
| 2001–02      | «Пенсакола Айс Пілотс» | ХЛСУ         | 49               | 25               | 27               | 52               | 114              | —       | —       | —       | —       | —       |
| 2001–02      | «Гартфорд Вулф-Пек»    | АХЛ          | 23               | 4                | 9                | 13               | 22               | 10      | 4       | 2       | 6       | 17      |
| 2002–03      | «Гартфорд Вулф-Пек»    | АХЛ          | 57               | 29               | 21               | 50               | 68               | 2       | 0       | 0       | 0       | 2       |
| 2002–03      | «Нью-Йорк Рейнджерс»   | НХЛ          | 9                | 1                | 2                | 3                | 2                | —       | —       | —       | —       | —       |
| 2003–04      | «Манчестер Монаркс»    | АХЛ          | 24               | 8                | 7                | 15               | 33               | —       | —       | —       | —       | —       |
| 2003–04      | «Лос-Анджелес Кінгс»   | НХЛ          | 34               | 1                | 5                | 6                | 33               | —       | —       | —       | —       | —       |
| 2004–05      | «Адлер Мангейм»        | ДХЛ          | 44               | 9                | 16               | 25               | 136              | 14      | 2       | 3       | 5       | 54      |
| 2005–06      | «Адлер Мангейм»        | ДХЛ          | 51               | 15               | 17               | 32               | 82               | —       | —       | —       | —       | —       |
| 2006–07      | «ЕРК Інгольштадт»      | ДХЛ          | 39               | 15               | 19               | 34               | 94               | 6       | 2       | 3       | 5       | 22      |
| 2007–08      | «Гамбург Фрізерс»      | ДХЛ          | 50               | 15               | 20               | 35               | 93               | 7       | 0       | 3       | 3       | 12      |
| 2008–09      | «Гамбург Фрізерс»      | ДХЛ          | 44               | 9                | 11               | 20               | 52               | 9       | 3       | 3       | 6       | 10      |
| 2009–10      | «Гамбург Фрізерс»      | ДХЛ          | 53               | 16               | 17               | 33               | 99               | —       | —       | —       | —       | —       |
| 2010–11      | «Ганновер Скорпіонс»   | ДХЛ          | 6                | 3                | 1                | 4                | 6                | —       | —       | —       | —       | —       |
| 2010–11      | «Кельнер Гайє»         | ДХЛ          | 37               | 11               | 14               | 25               | 36               | 5       | 1       | 1       | 2       | 10      |
| 2011–12      | «Кельнер Гайє»         | ДХЛ          | 52               | 14               | 16               | 30               | 45               | 6       | 1       | 3       | 4       | 20      |
| 2012–13      | «Кельнер Гайє»         | ДХЛ          | 52               | 17               | 20               | 37               | 62               | 12      | 3       | 5       | 8       | 16      |
| 2013–14      | «Кельнер Гайє»         | ДХЛ          | 45               | 12               | 10               | 22               | 55               | 16      | 1       | 3       | 4       | 8       |
| 2014–15      | «Кельнер Гайє»         | ДХЛ          | 48               | 9                | 6                | 15               | 75               | —       | —       | —       | —       | —       |
| 2015–16      | «Кріммічау»            | ДХЛ2         | 42               | 18               | 22               | 40               | 65               | 3       | 0       | 0       | 0       | 4       |
| Усього в НХЛ | Усього в НХЛ           | Усього в НХЛ | 43               | 2                | 7                | 9                | 35               | —       | —       | —       | —       | —       |

### Збірна
| Рік                | Команда            | Турнір             | Місце              | І  | Г | П | О  | ШХ |
| ------------------ | ------------------ | ------------------ | ------------------ | -- | - | - | -- | -- |
| 2007               | Німеччина          | ЧС                 | 9-е                | 6  | 1 | 2 | 3  | 2  |
| 2008               | Німеччина          | ЧС                 | 10-е               | 6  | 0 | 1 | 1  | 0  |
| 2010               | Німеччина          | ОІ                 | 11-е               | 4  | 1 | 0 | 1  | 2  |
| 2010               | Німеччина          | ЧС                 | 4-е                | 9  | 0 | 0 | 0  | 6  |
| 2011               | Німеччина          | ЧС                 | 7-е                | 7  | 3 | 1 | 4  | 4  |
| 2012               | Німеччина          | ЧС                 | 12-е               | 7  | 1 | 0 | 1  | 2  |
| 2013               | Німеччина          | ЧС                 | 9-е                | 7  | 1 | 1 | 2  | 2  |
| Національна збірна | Національна збірна | Національна збірна | Національна збірна | 46 | 7 | 5 | 12 | 18 |